# Нефьодов Максим Євгенович
Максим Нефьо́дов (нар. 18 квітня 1984, Київ) — український економіст, державний службовець. Колишній голова Державної митної служби. У 2015—2019 — перший заступник міністра економічного розвитку і торгівлі України, ідеолог системи ProZorro. До призначення в уряд працював керівним партнером у російській компанії Icon Private Equity.

## Життєпис
Народився 18 квітня 1984 у Києві. У 1999 вступив на спеціальність «Економічна теорія» до Київського університету ім. Шевченка, магістратуру якого з відзнакою закінчив у 2005.

### 2004−2015: початок кар'єри, фонди прямих інвестицій
2004−2006 — аналітик зі злиття та поглинання у компанії Golden Gate Business.
2006−2010 — віце-президент у інвесткомпанії Dragon Capital, згодом — директор інвестиційно-банківського департаменту.
У 2010 став керуючим директором українського офісу фонду прямих інвестицій Icon Private Equity. Інвестфонд (загальний обсяг капіталу фонду $1 млрд) інвестує в фінансові, медійні, телекомунікаційні компанії і ніколи не розкривав своїх власників. Останньою великою інвестицією ($200 млн) став проект з будівництва в Україні та Росії мережі нового мобільного оператора WiMax під брендом Freshtel.
У 2011 став керуючим партнером фонду.

### 2015−2019: робота в міністерстві
У лютому 2015 призначений заступником міністра економічного розвитку та торгівлі України Айвараса Абромавичуса.

Сам Максим Нефьодов так прокоментував свій перехід на держслужбу:
|  | Моє рішення перейти на держслужбу є цілком усвідомлене. Я розумів, що після Майдану само по собі нічого не відбудеться. Сама по собі країна не зміниться, і тоді для людей мого покоління, освіти та професії тут просто не буде місця. Через це для мене це було цілком усвідомленим патріотичним рішенням – покинути свій офіс на Софійській площі, місце на парковці та всі блага, які передбачає робота інвестбанкіра, і перейти на держслужбу.Оригінальний текст (рос.) Мое решение прийти на госслужбу было вполне осознанным. Я понимал, что после Майдана само по себе ничего хорошего не произойдет. Сама собой страна не изменится, и тогда для людей моего поколения, образования и профессии здесь просто не будет места. Потому для меня это было вполне осознанное патриотическое решение – бросить свой офис на Софийской площади, парковочное место и все блага, которые предполагает работа инвестбанкира, и прийти на госслужбу. |

У міністерстві відповідав за реформу публічних закупівель, у тому числі впровадження електронних тендерів у рамках проекту Prozorro, дерегуляцію, донорську координацію та проект електронних продажів державного майна Прозорро.Продажі. До початку 2017-го також займався реформою технічного регулювання (стандартизації, метрології та оцінки відповідності). У лютому 2016 слідом за міністром Абромавичусом подав у відставку, однак продовжив виконання обов'язків. Під час формування уряду Гройсмана обговорювалося призначення Нефьодова на посади міністра економіки та міністра соцполітики. У підсумку він залишився на посаді заступника міністра економіки, а міністром став Степан Кубів.
18 листопада 2016 Кабмін призначив Максима Нефьодова першим заступником міністра економічного розвитку та торгівлі.
18 червня 2017 взяв участь у «Марші рівності» в Києві.
22 серпня 2018 призначений виконувачем обов'язків торгового представника України.

### 2019—2020: Голова Державної митної служби
У березні 2019 взяв участь у конкурсі на посаду Голови Державної митної служби. У конкурсі переміг, а 5 липня 2019 уряд затвердив його на посаді.
Член Національної ради з питань антикорупційної політики. 19 лютого 2020 ВАКС зобов'язав НАБУ відкрити справу проти Нефьодова щодо можливого отримання хабарів групою осіб на чолі з Нефьодовим, коли він був заступником міністра економічного розвитку.
28 березня 2020 міністр фінансів Ігор Уманський повторно звернувся до прем'єр-міністра з ініціативою звільнити Нефьодова з посади, яка не була підтримана. 24 квітня 2020 уряд таки звільнив Нефьодова разом із заступниками Робертом Зелді, Денисом Шендриком і Сергієм Пєтуховим. Прем'єр-міністр Денис Шмигаль і Президент України Володимир Зеленський пов'язали звільнення зі зниженням надходжень до державного бюджету в 2019 році. 20 травня 2020 Нефьодов подав позов з вимогою поновити його на посаді та, відповідно, виплатити заробітну плату за час вимушеного прогулу, який розглядається в суді.
Очолив список партії «Голос» на виборах до Київської міської ради.

### 2022—2024 Damaged In Ua
Після повномасштабного вторгнення росіян долучився до проєкту «Damaged In Ua», як співкерівник.